# Ranson's Folly (film 1910)
Ranson's Folly è un cortometraggio muto del 1910 diretto da Edwin S. Porter.
La sceneggiatura, firmata dallo stesso regista, si basa su un romanzo di Richard Harding Davis. Fu il primo lavoro dello scrittore, notissimo giornalista e corrispondente di guerra, ad essere adattato per lo schermo. Ne furono fatti due remake, uno nel 1915 (Ranson's Folly diretto da Richard Ridgely) e un altro nel 1926 (Avventura di una notte (Ranson's Folly), diretto da Sidney Olcott).

## Trama
Trama di Moving Picture World synopsis in (EN)  su IMDb

## Produzione
Il film fu prodotto dalla Edison Manufacturing Company.

## Distribuzione
Distribuito dalla Edison Manufacturing Company, il film - un cortometraggio in una bobina - uscì nelle sale cinematografiche statunitensi il 1º marzo 1910.